# Règles pénitentiaires européennes
Lire en ligne

Texte original sur le site du Conseil de l'Europe

Recommandation Rec(87)3
Les Règles pénitentiaires européennes (RPE) sont un ensemble de prescriptions détaillées concernant les prisons, publiées par le Conseil de l'Europe, et dont une nouvelle version a été adoptée le 11 janvier 2006.  
Elles sont destinées à tous les États membres du Conseil de l'Europe mais n'ont pas de force contraignante ; néanmoins, l'autorité du Conseil de l'Europe et la qualité de ces règles leur confèrent un poids réel.  

## Application des règles

### En France
En 2006, la France estime être « l'un des pays signataires qui respectent le mieux ces règles européennes », considérant que « de nombreux progrès » ont été réalisés depuis l'adoption de la précédente recommandation en 1987. Elle concède toutefois que certaines règles « sont parfois difficiles à mettre en œuvre », notamment celles relatives à la consultation des personnes détenues concernant les changements d'affectation, aux contacts avec l'extérieur et à la répartition des personnes détenues au sein des établissements pénitentiaires (encellulement individuel et séparation des condamnés et des prévenus). 
Depuis 2008, l'administration pénitentiaire a mis en place un processus de labellisation des établissements pénitentiaires afin de valoriser la qualité des procédures et des pratiques professionnelles en matière d'accueil des détenus arrivants à partir d'un référentiel d'application des règles. 
La loi pénitentiaire du 24 novembre 2009 a inscrit en droit interne la majorité des règles issues du texte de 2006 (circuit arrivant, travail pluridisciplinaire, téléphonie, etc.). 

### Dans les États d'Europe du Nord
Les États d'Europe du Nord ont, dès leur première version de 1987, intégré les RPE dans la pratique quotidienne des agents pénitentiaires. Toutefois, des différences ont pu être observées entre les recommandations et les pratiques en matière de maintien des liens familiaux (fréquence et modalités d'utilisation des parloirs, visites conjugales, etc.) et de santé en prison (personnel de santé pénitentiaire et non hospitalier).

### Dans les États d'Europe du Sud et de l'Est
La Slovénie et l'Espagne ont, dès 2006, traduit les RPE dans leurs langues respectives et les ont intégrées à la formation initiale des agents de leurs administrations pénitentiaires. 